# Новацький Володимир Миколайович
Володимир Миколайович Новацький (нар. 11 квітня 1957) — український діяч, Южненський міський голова Одеської області (з 2006 року), голова Одеської обласної ради (2002—2005 рр.). Кандидат економічних наук (1998), доцент.

## Життєпис
Народився 11 квітня 1957 року в селі Єреміївка (тепер Роздільнянського району) Одеської області.
У 1964 році пішов до першого класу Єреміївської восьмирічної школи Одеської області. У 1972 році перейшов до дев'ятого класу Новоукраїнської середньої школи Роздільнянського району Одеської області, яку закінчив у 1974 році.
У 1978 році закінчив факультет фізичного виховання Одеського державного педагогічного інституту імені К. Д. Ушинського.
У серпні 1978 — липні 1979 року — учитель фізичного виховання Маяківської середньої школи Біляївського району Одеської області. Член КПРС.
У липні 1979 — листопаді 1981 року — завідувач відділу комсомольських організацій, у листопаді 1981 — квітні 1982 року — 2-й секретар Біляївського районного комітету ЛКСМУ Одеської області.
У квітні 1982 — липні 1984 року — інструктор, у липні — грудні 1984 року — заступник завідувача відділу, у грудні 1984 — червні 1987 року — завідувач відділу комсомольських організацій Одеського обласного комітету ЛКСМУ.
Без відриву від роботи у 1986 році закінчив агрономічний факультет Одеський сільськогосподарського інституту.
У червні 1987 — березні 1990 року — голова правління колгоспу імені Ульянова Роздільнянського району Одеської області.
У березні 1990 — березні 1991 року — голова виконавчого комітету Роздільнянської районної ради народних депутатів Одеської області.
У березні 1991 — березні 1995 року — голова правління колективного сільськогосподарського підприємства «Єреміївське» Роздільнянського району Одеської області.
У березні 1995 — січні 1999 року — начальник Головного управління сільського господарства і продовольства Одеської обласної державної адміністрації. Член Народної партії з 1996 року.
У 1998 році захистив кандидатську дисертацію «Організаційно-економічний механізм реформування сільського господарства регіону».
У січні — жовтні 1999 року — начальник Одеського обласного управління зовнішніх економічних зв'язків і торгівлі Міністерства зовнішніх економічних зв'язків і торгівлі України.
У листопаді 1999 — вересні 2000 року — начальник управління зовнішніх економічних зв'язків і торгівлі, у вересні 2000 — грудні 2001 року — начальник управління зовнішньоекономічних зв'язків, торгівлі та туризму, у грудні 2001 — квітні 2002 року — начальник Головного управління зовнішніх економічних зв'язків, торгівлі та туризму Одеської обласної державної адміністрації.
19 квітня 2002 — 8 лютого 2005 року — голова Одеської обласної ради.
У лютому 2005 — квітні 2006 року — заступник голови Одеської обласної ради. З 2005 року був головою Одеської обласної організації Народної партії.
У квітні 2006 року був обраний на посаду Южненського міського голови (місто Южне) Одеської області.

## Родина
Одружений. Дружина — Новацька (Крюкова) Тетяна Іванівна. Двоє синів: Денис і Максим.

## Нагороди
- орден «За заслуги» ІІ ступеня (.07.2017)[1]